# Zisterzienserinnenabtei Kismaros
Die Zisterzienserinnenabtei Kismaros ist seit 1987 ein ungarisches Kloster der Zisterzienserinnen in Kismaros, Komitat Pest, im Bistum Vác.

## Geschichte
Trotz des Verbots jeglicher Ordenstätigkeit im kommunistischen Ungarn versammelte 1955 die Zisterzienserin Ágnes Tímár (aus dem Untergrundkloster Regina Mundi) Gleichgesinnte zu einem Ordensleben im Untergrundkloster Boldogasszony Háza (Haus der heiligen Jungfrau) in Budapest. Geistlicher Beistand war der Piarist Ödön Lénárd (1911–2003). Als im Februar 1961 Oberin Ágnes mit drei weiteren Schwestern verhaftet wurde, trat die früh verstorbene Mónika Tímár (Schmidt) (* 21. März 1937; † 13. Dezember 1962) an ihre Stelle. Priorin Mónikas Tagebuch (1957–1962) und ihr Briefwechsel wurden ab 1982 in mehreren Sprachen veröffentlicht. Ihre Seligsprechung wird derzeit angestrebt. 
Am 31. März 1963 durch eine Amnestie freigekommen, wurde Ágnes Tímar am 19. April 1966 wieder eingekerkert und erst im Herbst 1968 in die Freiheit entlassen. Sie zog mit der Gemeinschaft 60 Kilometer nördlich Budapest in ein Holzhaus am Rande des Börzsöny-Gebirges und ab 1984 in ein Steinhaus am nördlichen Donauufer beim Dorf Kismaros. Im August 1987 kam es zur offiziellen Aufnahme des Klosters Verkündigung des Herrn in den Zisterzienserorden. 1993 wurde das Priorat zur Abtei erhoben und Priorin Ágnes zur Äbtissin gewählt (Nachfolgerin seit Januar 2003: Olga Horváth). Seit 1996 gehört das Kloster der Zircer Zisterzienserkongregation an. Die neu erbaute Klosterkirche wurde 1999 eingeweiht.

### Ödön Lénárd und Ágnes Tímár
- Ödön Lénárd: Wege und Irrwege der katholischen Kirche Ungarns in der Zeit der Verfolgung durch die Kommunisten, hrsg. von Ágnes Tímár. Pro Business, Berlin 2009. 524 Seiten.
- Ágnes Tímár: Berufung und Sendung. Erinnerungen der Gründungsäbtissin von Kismaros, Ágnes Tímár, bis zum Jahr 2003. G. Kucsák, Vác 2012. 351 Seiten.

### Mónika Tímár
- Monika. Ein Zeugnis in Ungarn. Johannes-Verlag, Einsiedeln 1982. 255 Seiten.
  - (französisch) Journal. Nouvelle Cité, Paris 1989. 285 Seiten.
  - (ungarisch) Mónika naplója. Egy szerzetesközösség élete az üldöztetés éveiben, hrsg. von  Ágnes Tímár. Budapest 1990.
  - (italienisch) Diario. Una giovane benedettina ungherese negli anni della persecuzione (1957–1962). Vorwort von Hans Urs von Balthasar. Piemme, Casale Monferrato 1996. 349 Seiten.
- (französisch) Correspondance 1961–1962. Vie consacrée, Namur 1995. 186 Seiten.